# Желтобрюхий трогон
Желтобрюхий трогон (лат. Trogon caligatus) — вид птиц семейства трогоновых. Встречается в Мексике, Колумбии, Эквадоре, Перу, Венесуэле, по всей Центральной Америке.

## Классификация
До начала 2000-х годов желтобрюхий трогон и амазонский трогон (T. ramonianus) считались подвидами фиолетового трогона (T. violaceous). Международный орнитологический комитет (МОК), таксономия Клементса и Южноамериканский классификационный комитет Американского орнитологического общества (AOS-SACC) осуществили разделение, сделав их отдельными видами и переименовав. Однако в Справочнике птиц мира (HBW) BirdLife International они сохранены как подвиды. Схемы классификации, которые рассматривают желтобрюхого трогона как вид, выделяют три подвида: номинативный T. c. caligatus, T. c. sallaei и T. c. concinnus.

## Описание
Длина желтобрюхого трогона от 23 до 25 см, а масса — от 38 до 57 г. Голова, шея и верхняя часть груди самца номинального подвида окрашены в фиолетово-синий цвет. Передняя часть головы и горло чёрные с бледно-желтым кольцом вокруг глаза. Узкая белая полоса отделяет верхнюю часть груди от ярко-желтой нижней части груди и живота. Верх окрашен в металлически-зелёный цвет. Верх хвоста фиолетово-голубой с черными кончиками перьев; на внутренней стороне есть тонкие черные и белые полосы и широкие белые кончики перьев. Крылья в основном черные с некоторыми беловатыми вкраплениями. Голова и лицо самки, верхняя часть груди и верхняя часть туловища серые; кольцо вокруг глаз не полное, живот более тускло-желтый, чем у самца, а нижняя сторона хвоста имеет другой черно-белый рисунок. T. c. sallaei имеет черноватую голову и верхнюю часть груди и синий затылок и нижнюю часть груди. Его верхняя часть более желто-зеленая, чем у номинанта, а верхняя сторона хвоста зеленая. T. c. concinnus похож на T. c. sallaei, но его верхняя часть тела и хвост более голубые.

## Распространение и среда обитания
Т. с. sallaei — самый северный подвид желтобрюхого трогона. Он встречается на Карибском склоне центральной Мексики и от Карибского и Тихоокеанского склонов южной Мексики через Белиз, Гватемалу и Сальвадор в северный Гондурас и, возможно, в Никарагуа. Т. с. concinnus встречается от Коста-Рики через большую часть Панамы до западной Колумбии и отдельно от западного Эквадора до северо-западного Перу. Номинант T. c. caligatus встречается на карибском склоне панамской провинции Дарьен через северную Колумбию и западную Венесуэлу. Он круглый год обитает в Мексике, его перемещения в другие места, если таковые имеются, неизвестны. Желтобрюхий трогон, как правило, обитает в полуоткрытых ландшафтах, таких как опушки леса, поляны, галерейне лес, вторичные лес и затененные плантации кофе и какао. В Мексике он также встречается в более густых вечнозеленых лесах и тропических лесах. В Центральной Америке достигает высоты 1400 м над уровнем моря, но, как правило, чаще встречается в низинах.

## Рацион
В рацион желтобрюхого трогона входит большее количество фруктов, чем у большинства других трогонов, а также множество видов насекомых и других беспозвоночных. Иногда он присоединяется к разновидовым кормовым стаям.

## Размножение
Сезон размножения желтобрюхого трогона длится с марта по июнь в Мексике, с мая по июль в Сальвадоре и с февраля по июнь в Коста-Рике. Гнездится в осином, муравьином или термитном древесном гнезде или в дупле гнилого дерева. Типичная кладка состоит из двух или трёх яиц.